# La Sainte Famille sous un chêne
La Sainte Famille sous un chêne est une peinture religieuse de Raphaël. Le tableau est actuellement conservé au Musée du Prado à Madrid (Espagne).

## Histoire
L'œuvre a été offerte en 1640 par Niccolò Ludovisi à Philippe IV d'Espagne (1605-1665), et se trouvait encore au monastère de l'Escurial en 1667.
La composition du tableau a été conçue par Raphaël, qui probablement en a aussi réalisé le dessin préparatoire.
Le chêne qui apparaît derrière le groupe principal donne son nom à l'œuvre.
Certains historiens de l'art pensent que l'œuvre a été probablement retouchée et terminée par le disciple de l'artiste Giulio Romano.

## Thème
Conformément à l'iconographie chrétienne de la Sainte Famille,  le tableau représente Marie et  l'Enfant Jésus accompagnée de Joseph et du petit saint Jean. 

## Description
Le groupe de la Mère et l'Enfant est placé au centre les personnages complémentaire de part et d'autre le long d'une diagonale croissante de saint Jean du bas à gauche vers  Joseph vers le haut à droite.
Joseph est  accoudé sur une base architecturale sculptée de bas-reliefs, derrière  un tronçon de colonne classique brisée et sa base ; il a  l'air pensif, le menton reposant sur sa main droite, regardant  vers les enfants. 
La Vierge Marie, assise, est vêtue  de ses couleurs traditionnelles rouge et bleu,  son bras gauche posé le long du bras de Joseph sur le haut de la colonne. Elle tient de sa main droite l'Enfant assis sur sa cuisse droite ; celui-ci, le pied gauche nu posé sur le berceau, échange un regard avec sa mère par une torsion du cou. 
L'Enfant tient de son bras droit le petit saint Jean ;  les deux enfants sont placés à un même niveau ; Le petit saint Jean est habillé de sa traditionnelle peau d'animal, son pied droit nu posé aussi sur le berceau il tient de ses deux mains un phylactère avec l'inscription latine Ecce Agnus Dei (« c'est l'agneau de Dieu »)  placée en évidence.   Un rouleau de tissu se déroule depuis le berceau vers le bas du tableau.
Derrière la Vierge, un arbre (un chêne d'après le dessin de ses feuilles) émerge à l'aplomb de Jésus et s'élève en séparant le paysage et le ciel du fond en deux parties :
Un fleuve, des collines et des montagnes avec des reflets bleutées se profilent dans le lointain à droite du tableau et se confondent dans un ciel gris. Quelques rayons de gloire tombent du ciel. À gauche, en haut d'une colline sombre, des ruines émergent en contre-jour de cette partie du ciel, embrasé.
Le parterre du pré du premier plan est agrémenté d'herbages détaillés.

## Analyse
Par cette diagonale, cette composition rompt avec les habituels placements en pyramide du maître (dont La Sainte Famille Canigiani est un exemple typique). L'absence également d'auréoles est à remarquer.
Une autre ligne de force émerge dans la composition géométrique : celle de la verticalité du chêne séparant un monde obscur, à droite, et un ciel éclairé à gauche, celui du soleil (couchant ?) sur des ruines, exprimant le vieux monde. Les ruines de la colline seraient celles des thermes de Caracalla.
Le détail des herbes au premier plan et l'habillage en fond par un paysage rappellent le style de Léonard de Vinci, Les colonnes classiques et le décor antique celui de Michel-Ange. Le phylactère exprimant la parole de Jean est, lui, une référence picturale plus ancienne (à la peinture médiévale), mais la composition donnant une place plus grande au paysage, à l'éclairage et aux contrastes, inscrit Raphaël dans son temps.
La représentation de ruines est assez rare dans une composition sacrée de Raphaël.
La présence de Joseph, au sommet d'une des lignes de force, se justifie par l'augmentation de son culte au cours du XVIe siècle.

## Sources
- Voir liens externes